# Vila do Bispo
Pour les articles homonymes, voir Bispo.
Vila do Bispo est une municipalité (en portugais : concelho ou município) du Portugal, située dans le district de Faro et la région de l'Algarve.

## Géographie
Vila do Bispo est limitrophe :
- au nord, d'Aljezur,
- au nord-est, de Lagos,

au sud et à l'ouest, de l'océan Atlantique.
Le littoral atlantique de la municipalité fait partie du Parc naturel du Sud ouest Alentejano et Costa Vicentina.

## Démographie
| 1801 | 1849  | 1900  | 1930  | 1960  | 1981  | 1991  | 2001  | 2011  |
| ---- | ----- | ----- | ----- | ----- | ----- | ----- | ----- | ----- |
| 684  | 3 278 | 4 912 | 6 082 | 5 988 | 5 700 | 5 762 | 5 349 | 5 258 |

## Subdivisions
La municipalité de Vila do Bispo groupe 5 paroisses (en portugais : freguesias) :
- Barão de São Miguel
- Budens
- Raposeira
- Sagres
- Vila do Bispo